# Ctenus brevipes
Ctenus brevipes este o specie de păianjeni din genul Ctenus, familia Ctenidae, descrisă de Keyserling, 1891. Conform Catalogue of Life specia Ctenus brevipes nu are subspecii cunoscute.